# Eunidia lindblomi
Eunidia lindblomi là một loài bọ cánh cứng trong họ Cerambycidae.